# 特鲁瓦蒙
特鲁瓦蒙（法語：Trois-Monts，法語發音：[tʁwa mɔ̃] ⓘ，意为“三山”）是法国卡尔瓦多斯省的一个旧市镇，属于卡昂区。2019年，特鲁瓦蒙与市镇古皮耶尔合并为新市镇奥恩河畔蒙蒂耶尔。

## 地理
特鲁瓦蒙（49°2'49"N, 0°28'49"W）面积7.04 平方千米，位于法国诺曼底大区卡爾瓦多斯省，该省份为法国西北部沿海省份，北濒大西洋英吉利海峡，东北与滨海塞纳省以海上边界相接，东临厄尔省，南至奧恩省，西与芒什省接壤。
与特鲁瓦蒙接壤的市镇（或旧市镇、城区）包括：拉凯讷、古皮耶尔、格兰博、乌菲耶尔、普雷欧博卡日、圣奥诺里讷迪费。

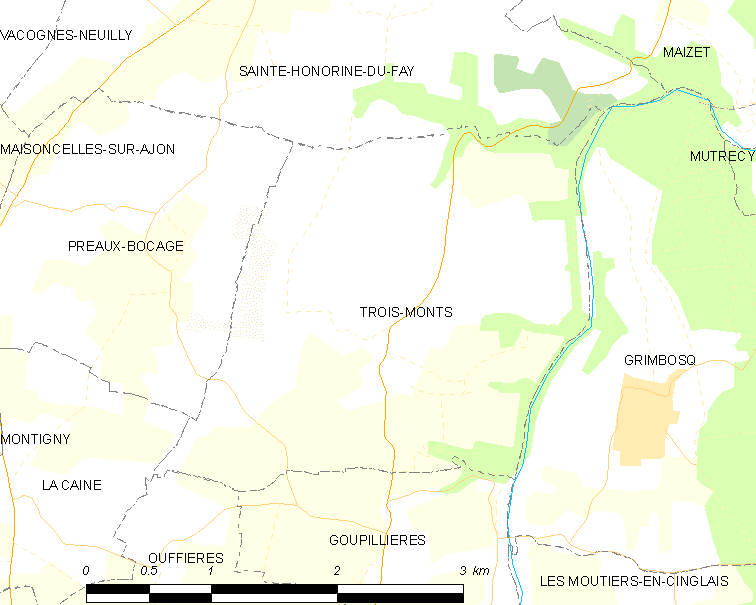
特鲁瓦蒙的OSM定位图

特鲁瓦蒙的时区为UTC+01:00、UTC+02:00（夏令时）。

## 行政
特鲁瓦蒙的邮政编码为14210，INSEE市镇编码为14713。

## 政治
特鲁瓦蒙所属的省级选区为勒奥姆县。

## 人口

1962-2008年间特鲁瓦蒙人口变化图示

特鲁瓦蒙于2015时的人口数量为418人。